# Мустафа паша Далтабан
Мустафа паша Далтабан (на турски: Daltaban Mustafa Paşa) е османски велик везир.

## Биография
Роден е в град Битоля, тогава в Османската империя.
В 1696 година става управител на Диарбекир. В 1697 година устоява на австрийските атаки в Босна по време на Войната на Свещената лига, част от Голямата турска война.
От 4 септември 1702 до 24 януари 1703 година е велик везир на Османската империя. Убит е 4 дена по-късно на 28 януари 1703 година.